# Belgische kampioenschappen atletiek 1940
De Belgische kampioenschappen atletiek 1940 alle categorieën voor de mannen werden omwille van het uitbreken van de Tweede Wereldoorlog niet gehouden.
De kampioenschappen voor vrouwen werden op 15 augustus gehouden in het gemeentelijk stadion van Etterbeek. De 80 m horden vond plaats op 6 oktober.

## Uitslagen

### 100 m
| rang   | atleet          | prestatie |
| ------ | --------------- | --------- |
| Goud   | Mimi Simon      | 13,8 s    |
| Zilver | Juliette Segers |           |
| Brons  | Anna Van Rossum |           |

### 200 m
| rang   | atleet                | prestatie |
| ------ | --------------------- | --------- |
| Goud   | Juliette Segers       | 29,0 s    |
| Zilver | Georgette Kenenbosche |           |
| Brons  | Yvonne De Smet        |           |

### 800 m
| rang   | atleet         | prestatie |
| ------ | -------------- | --------- |
| Goud   | Mimi Simon     | 2.36,0    |
| Zilver | Hélène Van Mol |           |
| Brons  |                |           |

### 80 m horden
| rang   | atlete                   | prestatie |
| ------ | ------------------------ | --------- |
| Goud   | Lina Claeys              | 14,5 s    |
| Zilver | Emilienne Dechaineux     | 15,2 s    |
| Brons  | Lucienne Van Steenberghe | 16,0 s    |

### Verspringen
| rang   | atleet          | prestatie |
| ------ | --------------- | --------- |
| Goud   | Raymonde Beelen | 4,86 m    |
| Zilver | Lina Claeys     | 4,84 m    |
| Brons  | Denise Andrès   | 4,53 m    |

### Hoogspringen
| rang   | atleet                | prestatie |
| ------ | --------------------- | --------- |
| Goud   | Hélène Van Mol        | 1,30 m    |
| Zilver | Emillienne Dechaineux | 1,25 m    |
| Brons  | E. Nens               | 1,20 m    |

### Kogelstoten
| rang   | atleet               | prestatie |
| ------ | -------------------- | --------- |
| Goud   | Anna Van Rossum      | 8,73 m    |
| Zilver | Christiane Dubuquoit | 7,27 m    |
| Brons  | C. Dubucqoit         | 7,17 m    |

### Discuswerpen
| rang   | atleet              | prestatie |
| ------ | ------------------- | --------- |
| Goud   | Celine Polspoel     | 35,13 m   |
| Zilver | Anna Van Rossum     | 24,78 m   |
| Brons  | Jeanne Vanderhaegen | 23,83 m   |

### Speerwerpen
| rang   | atleet           | prestatie |
| ------ | ---------------- | --------- |
| Goud   | Estelle Fourneau | 25,45 m   |
| Zilver | Elza Vandevelde  | 23,03 m   |
| Brons  | De Smedt         | 21,05 m   |

1889 · 
1890 · 
1891 · 
1892 · 
1893 · 
1894 · 
1895 · 
1896 · 
1897 · 
1898 · 
1899 · 
1900 · 
1901 · 
1902 · 
1903 · 
1904 · 
1905 · 
1906 ·
1907 ·
1908 · 
1909 · 
1910 · 
1911 · 
1912 · 
1913 · 
1914 · 
1919 · 
1920 · 
1921 · 
1922 · 
1923 · 
1924 · 
1925 · 
1926 · 
1927 · 
1928 · 
1929 · 
1930 · 
1931 · 
1932 · 
1933 · 
1934 · 
1935 · 
1936 · 
1937 · 
1938 · 
1939 · 
1940 · 
1941 · 
1942 · 
1943 · 
1944 · 
1945 · 
1946 · 
1947 · 
1948 · 
1949 · 
1950 · 
1951 · 
1952 · 
1953 · 
1954 · 
1955 · 
1956 · 
1957 · 
1958 · 
1959 · 
1960 · 
1961 · 
1962 · 
1963 · 
1964 · 
1965 · 
1966 · 
1967 · 
1968 · 
1969 · 
1970 · 
1971 · 
1972 · 
1973 · 
1974 · 
1975 · 
1976 · 
1977 · 
1978 · 
1979 · 
1980 · 
1981 · 
1982 · 
1983 · 
1984 · 
1985 · 
1986 · 
1987 · 
1988 · 
1989 · 
1990 · 
1991 · 
1992 · 
1993 · 
1994 ·
1995 · 
1996 · 
1997 · 
1998 · 
1999 · 
2000 · 
2001 · 
2002 · 
2003 · 
2004 · 
2005 · 
2006 · 
2007 · 
2008 · 
2009 · 
2010 · 
2011 · 
2012 · 
2013 · 
2014 · 
2015 · 
2016 · 
2017 · 
2018 · 
2019 · 
2020 · 
2021 · 
2022 · 
2023 · 
2024